# Кроть Дмитро Трохимович
Кроть Дмитро Трохимович (нар. 1904 — 12 квітня 1986) — кандидат філологічних наук, доцент. Брав участь у Другій світовій війні.

## Біографія
Дмитро Трохимович, виходець із селянської родини, закінчивши сільське 3-класне училище, до 1921 р. працював у сільському господарстві. Після закінчення школи-семирічки в 1924 р. продовжив навчання в Уманському педагогічному технікумі (1924—1928). Працював учителем у Київській, Запорізькій областях та на Донбасі (1929—1936). У 1929—1931 рр. заочно закінчив Київський інститут соціального виховання, а в 1937—1939 рр. продовжив навчання в Миколаївському державному педагогічному інституті на російському відділенні мовно-літературного факультету. Як відмінника навчання його було залишено для роботи на посаді асистента на кафедрі української мови. Д. Т. Кроть брав участь у Другій Світовій Війні, воював на Брянському, Західному, Центральному, і Білоруському фронтах. У жовтні 1944 р. був тяжко поранений. Закінчив службу на посаді старшого писаря. Військове звання — рядовий.
Після демобілізації у 1946 р. знову повернувся до МДПІ старшим викладачем кафедри української мови, де працював до виходу на пенсію в 1979 р. Але й перебуваючи на заслуженому відпочинку, Дмитро Трохимович продовжував працювати як пенсіонер, щорічно, протягом 2 місяців до 1985 р. на посаді доцента, старшого викладача кафедри української мови. Стаж його роботи в педінституті, якщо не вилучати з нього 5 воєнних літ, становить 46 років. За час роботи Д. Т. Кроть закінчив аспірантуру при Інституті мовознавства ім. О. О. Потебні у 1952 р., хоча дисертацію на здобуття наукового ступеня кандидата філологічних наук захистив значно пізніше — у 1966 р. Вона була присвячена проблемі особливостей мови художніх творів М. Коцюбинського.
Д. Т. Кроть викладав курси української діалектології, сучасної української мови, історії української літературної мови. Також вів роботу з архівними матеріалами в Києві, Одесі, Дніпропетровську, публікував статті у фахових журналах та збірниках наукових праць, брав активну участь у республіканських і всесоюзних конференціях, був одним з активних організаторів та учасників Першої республіканської міжвузівської наукової конференції з питань словотвору східнослов'янських мов (1969), що проводилася в Миколаївському педінституті. Розпочав збір діалектних матеріалів до «Словника українських говірок Бузько — Інгульського межиріччя». Неодноразово обирався членом місцевкому, головою профбюро працівників філологічного факультету.